# Ухань Ілля Павлович
Ілля Павлович Ухань (нар. 1 червня 2003, Харцизьк, Донецька область, Україна) — український футболіст, захисник клубу «Олександрія».

## Життєпис
Народився в місті Харцизьк, Донецька область. У ДЮФЛУ з 2015 по 2020 рік виступав за ДВУФК (Дніпро), «Дніпро» (Дніпро) та «Маріуполь».
Напередодні старту другої половини сезону 2019/20 років виступав за юнацьку збірну «Маріуполя», а вже наступного сезону дебютував у молодіжній команді маріупольців. У футболці першої команди «приазовців» дебютував 10 квітня 2021 року в програному (0:3) домашнього поєдинку 1-го туру Прем'єр-ліги України проти донецького «Шахтаря». Ілля вийшов на поле в стартовому складі, а на 75-ій хвилині його замінив Павла Шушка. Цей матч виявився єдиним для юного захисника в головній команді «Маріуполя».
Наприкінці липня 2021 року перейшов до юнацької команди «Колоса». У березні 2023 року став гравцем одеського «Чорноморця». В офіційних матчах у складі «Чорноморця» дебютував 22 вересня 2023 року у грі 8-го туру прем'єр-ліги чемпіонату України сезону 2023/24 між командами «Олександрія» – «Чорноморець» (Одеса).